# Фагир
Фагир (азерб. Fəqir) — азербайджанский поэт XVII века лезгинского происхождения.

## Биография
Фагир родился в XVI веке в лезгинском селе Мискинджа.

## Творчество
Творчество поэта делится на две части: любовная лирика и лирика социального протеста. К любовной лирике относятся такие стихотворения Фагира, как «Gəldin» («Пришла») и «Görünməz» («Не видать»). Лирического героя в «Gəldin» отличает оптимистическое настроение, причиной чего является приезд возлюбленной. Стихотворение состоит из противопоставления грустных и радостных чувств. Отъезд возлюбленной и грустные чувства лирического героя представлены на фоне прошедшего времени, а приезд её и радостные чувства — на фоне настоящего:

Сколько ж времени не было тебя. 

Любимая, добро пожаловать,

Меня ты жизни чуть было не лишила, 

Повела до беспамятства, наконец-то пришла.

Как утекшая вода, ты ушла,

А я в огне сгораю,

Теперь стоишь и смотришь ты,

Придя, словно хмельной марал.

Несчастного Фагира чуждым сделала ты,

Душу мою погубила ты,

Теперь придя обрадовала,

О состоянии спроси, дорогая!
Оригинальный текст (азерб.)
Nə müddətdir getmiş idin,

Mənim yarım, sən xoş gəldin.

Məni candan etmiş idin,

Axır edib biquş gəldin.

Su tək getdin axa-axa,

Canım oda yaxa-yaxa.

İndi durub baxa-baxa,

Maral kimi sərxoş gəldin.

>Bu Fəqiri yad eylədin,

Könlümü bərbad eylədin.

İndi gəlib şad eylədin,

Bir halımı soruş, gəldin.

Однако в стихотворении Фагира поэтическое время не совпадает с хронологическим временем. Грустное и трагичное представлено в прошедшем времени, хронологически оно составляет настоящее время, а радостное представлено в настоящем времени, хронологически оно может быть отнесено к будущему. Поэт в настоящем времени поэт создаёт свой идеал мечты и выдаёт его действительность. Отсюда и противопоставление таких сторон человеческой психики, как оптимизм, выраженный в контекст и пессимизм, вытекающий из подтекста стихотворения. В стихотворении «Görünməz» состояние лирического героя более спокойное, и в центре внимания самораскрытие, сопровождающееся грустными чувствами с описанием возлюбленной, которое даётся в светлых тонах. И эти параллели соприкасаются в сознании лирического героя. Стихотворению также характерно психологическое обрамление:

И днем, и ночью я в тоске по тебе,

Где ж мой красивый сокол, не видать.

Сжигает меня пламя любви,

Где ж красавица кареглазая, не видать.

Та, которая меня Меджнуном сделала

Та, которая судьбу мою перевернула,

Та, которая меня в пустыню изгнала

Где та, у которой очаровательные глаза, не видать.

Та, которая подобна ангелу, гурии рая,

Возлюбленная, с волосами блестящими как солнце

Руки — самшит, стан как горный кипарис

Где моя кокетливая возлюбленная, не видать.

Тело моё сгорело в огне разлуки,

Мои голубые глаза алой кровью наполнены,

Я с радостью стал жертвой красавицы,

Забравшая мою душу возлюбленная где, не видать.

Лишив разума, скитальцем сделавшая,

Та Жар-птица, как ангел небесный,

Возлюбленная Фагира, царица царей,

Та милая, ласковая где, не видать.
Оригинальный текст (азерб.)
Gecə-gündüz həsrətində qalmışam,

Ol səhmili tərlan hanı, görünməz,

Yandırıbdır məni eşqin atəşi.

Ala gözlü xuban hanı, görünməz.

Xalq içində məni Məcnun eyləyən,

Dəmbədəm çeşmimi pürxun eyləyən,

Səhralarda məni gülgün eyləyən,

O gözləri fəttan hanı, görünməz.

Ol mələk-mənzərim, pəri peykərim,

Günəş təldə ləmə, qönçə dilbərim,

Qolları şümşadım, getdi ərərim,

Ol sərvi xuraman hanı, görünməz.

Cismin hicr odunda bürən olubdur.

Bu şəhla gözlərim al qanı olubdur.

Xublara bu canım qurban olubdur,

Canım alan canan hanı, görünməz.

Əqlimi başından edən sərsəri,

O tavuz nişanlı, firiştə pəri,

Fəqirin sevdigi gözəl dilbəri.

Ol mahi-mehriban hanı, görünməz.

К лирике протеста Фагира относится стихотворение «Ağlaşır» («Плачут»). В центре всеобщий плач, и плачут все: и люди, и природа. Причиной этого является окружение с четырёх сторон врагами. Так как в стихотворении общество не разделено на противоположные классы, в центре произведения не субъективные переживания лирического героя, а эпическое состояние общества. Антологическое слои общества: учёные, поэты, ханы и султаны объединяются для отпора общему врагу, поэтому плачут все:

Не напоминай мне о пленниках

В такое время и враг заплачет.

Ты говоришь: днём и ночью я плачу.

Вместе со всеми и соловьи, и сады заплачут.

Враг окружил с четырех сторон,

Нет возможности спастись,

Завершился зикр,

Вспоминая о хороших временах, плачут.

Никогда не пропадёт ваша правда-истина,

Всевышний примет вашу долю,

Сочтутся вам прошедшие годы, месяцы.

Одевшись в чёрное, все вместе плачут.

Учёные, поэты лишились крова,

Но Родину запомнят назубок.

Опустили в могилу все горе,

Опечалены эти люди, все вместе плачут.

Фагир говорит: мне стало очевидно,

На небе звёзды буквально кровью плачут,

Собралось всё царство, в том числе народ,

Видя это состояние, султаны и ханы — все вместе плачут.
Оригинальный текст (азерб.)
Əsirləri salma mənim yadıma,

Ara, bu cəmində yağılar ağlaşır.

Sən deyirsən: gecə-gündüz ağlaram,

Cəmi o bülbüllər, bağlar ağlaşır.

Yağı düşmən alıbdır dörd yanlarım,

Mümkün olmaz qurtarsınlar canlarım,

Taman edib zikr, verdi sannarım,

Düşər yadlarına çağlar, ağlaşır.

Güc vəxt bada getməz haqqı-sayları,

Haqqı yanında qəbul olar payları.

Hesab edər keçən ili, ayları,

Əynində qaralar, ağlar ağlaşır.

Alimlər, şairlər düşdü dərbədər,

Vətəni dillərdə edərlər əzbər,

Saldılar qəbirə qəmi sərasər,

Peşman olub o insanlar ağlaşır.

Fəqir deyir: mənə oldu aşikar.

Göydə səyyarələr taman qan ağlar,

Yıxılıb aləmlər, cümlə hər nə var,

Bu hələ soltanlar, xanlar ağlaşır.